# Bionic Commando (jeu vidéo, 1987)
Bionic Commando (トップシークレット, Top Secret) est un jeu vidéo de plates-formes développé par Capcom et sorti dans un premier temps sur système d'arcade 68000 Based en 1987,.
Il est sorti ensuite sur différentes sortes d'ordinateurs personnels (porté alors par Software Creations et édité par Go!). La version Nintendo Entertainment System, développée par Capcom, est certainement la plus connue[réf. nécessaire], bien qu'elle soit différente du jeu original (Top Secret: Hitler no Fukkatsu (トップシークレット ヒットラーの復活, La Résurrection d'Hitler)) sorti au Japon. Le jeu a également été adapté sur Game Boy (dans une version proche de la version NES).
Le personnage principal (dont le nom dépend de la version : Super Joe, Radd (ou Ladd) Spencer, entre autres) est un commando armé d'un pistolet et, plus important, il est doté d'un bras bionique qui lui permet d'attraper diverses surfaces afin de se propulser ou de s'y laisser pendre. Le jeu est connu pour être l'un des rares jeux de plate-forme où le joueur ne peut pas sauter. Pour traverser les gouffres, le héros doit se suspendre un peu à la manière de Tarzan avec ses lianes, en manipulant son bras bionique.

## Système de jeu

### Version arcade
La version originale sur borne d'arcade met en scène Super Joe (le héros de Commando et de The Speed Rumbler), qui doit traverser cinq niveaux afin de stopper une force armée menaçante. Les niveaux sont, tout comme dans la plupart des jeux de plate-forme conventionnels, de longs espaces tout droits, incluant de multiples situations au travers desquelles le personnage rencontre des ennemis et d'autres sortes de dangers, tandis qu'il doit, en même temps, passer des précipices et autres falaises. Les bonus tels que les points et les power-ups peuvent seulement être obtenus par des caisses tombant du ciel, accrochée à des parachutes et pouvant être ouvertes en tirant dessus. À l'inverse des autres versions, le joueur ne peut pas utiliser son bras lorsqu'il tire, ni lorsqu'il est déjà en l'air ; de plus, le seul power-up disponible est une augmentation des munitions.
Cette version est sortie par la suite dans la compilation Capcom Classics Collection sur PlayStation Portable, PlayStation 2 et Xbox.

### Version NES
La version originale japonaise de Bionic Commando situait le personnage dans une bataille contre une armée nazie futuriste. Le boss final était Adolf Hitler, ayant été ressuscité par de vils scientifiques. Toutes les références au nazisme ont été supprimées dans la version américaine : les ennemis ont été renommées Badds au lieu de Nazis et la difficulté globale du jeu a été réduite. Le nom du boss final est alors devenu « Master-D », bien qu'il ressemblait encore clairement à Hitler. La séquence de fin du jeu était plutôt sanglante, on y voyait la tête du boss explosée, et cela resta dans la version américaine du jeu ; quelque chose d'assez inhabituel si l'on considère l'importante tendance à la censure de la part de Nintendo à cette époque. Tous ces changements sont restés dans la version européenne, même si le manuel du jeu mentionnait encore les Nazis. L'histoire dans la version anglaise commence par la recherche de Super Joe, le personnage principal de Commando.

#### Écran-carte
Une inclusion originale est l'accès à une sorte d'écran-carte permettant la sélection du niveau entre deux d'entre eux. Le joueur peut y déplacer son hélicoptère d'un espace à chaque fois entre les différentes zones représentées par des numéros.
Une fois arrivé sur une zone numéroté, le joueur peut choisir de jouer le niveau ou de déplacer vers une autre zone. Le joueur doit compléter le niveau en cours avant de pouvoir revenir sur l'écran-carte en appuyant à la fois sur Start, A et B ; ou Select, A et B (selon la version).
On trouve aussi des camions ennemis de couleur verte sur la carte, et si le joueur croise leur route, il doit alors les affronter dans un combat forcé, à la manière du précédent jeu, Commando. Certains ennemis offrent des continues supplémentaires lorsqu'ils sont terrassés, la version NES ne permettant pas de sauvegarder.
Certaines niveaux sont des zones neutres, dans lesquelles le joueur peut accéder à diverses informations. Dans ces zones, il est interdit d'utiliser son arme sous peine que le joueur se voit attaquer par une escouade jusqu'à ce qu'il quitte le niveau.

#### Le bras bionique
Ladd Spencer tient un pistolet dans l'une de ses mains et un dispositif bionique extensible en forme de pince dans l'autre. Son bras bionique peut être étendu et incliné à 45 degrés au-dessus du sol. Lorsqu'il s'accroche à quelque chose, Ladd peut se propulser là où la pince s'est ancrée, le laissant se balancer à sa guise dans les deux sens. De cette position, il peut sauter au loin ou grimper jusqu'au point d'attache du bras.
Le bras de Ladd peut aussi tirer des sortes de balles et attraper certains ennemis et items.

#### Autres inclusions
Une autre inclusion bien connue de ce jeu est la possibilité de communiquer avec les forces alliées afin d'obtenir des informations sur le niveau en cours, ou encore quelques conseils. Le joueur peut aussi utiliser le système de communication des ennemis et obtenir le même résultat, bien que l'ennemi peut parfois détecter l'infiltration et envoyer une escouade attaquer le joueur.
Les ennemis laissent parfois des balles derrière eux après leur mort. Le joueur peut les collecter, et, s'il en possède suffisamment, offre un point de santé supplémentaire. C'est important à savoir, étant donné que le joueur ne commence qu'avec un seul point de vie. Un maximum de neuf points de vie peuvent être gagnés, après avoir collecté un total de 300 balles.

### Versions Game Boy
La première version Game Boy (connu dans le monde entier sous le nom Bionic Commando) a été développé par Capcom. C'est une version avancée de la version NES, avec des contrôles de jeu redéfinies, des niveaux différents et de nouveaux scénarios, même s'il reste plutôt semblable à son prédécesseur. Il aussi possible de conserver ses parties et de les continuer via des mots de passe. Cette version est loin d'être aussi populaire que la version NES, en particulier à cause de l'environnement du jeu, qui n'est pas aussi intéressant que le décor planté par les Nazis auparavant.
La version NES originale est sortie avec le jeu Mighty Final Fight et la version NES de Strider sur la compilation Capcom Classics Mini-Mix sur Game Boy Advance.

### Portages sur ordinateurs
Les portages sur ordinateurs (disponibles sur des ordinateurs 8-bit Amstrad CPC, Commodore 64 et ZX Spectrum, et des ordinateurs 16-bit Amiga et Atari ST) sont tirés de la version arcade du jeu. Il existe deux versions différentes sur Commodore 64, une version américaine de Capcom et une version anglaise de Software Creations.

## Bande-son
La musique des versions sur ordinateurs a été arrangée par Tim Follin et est considérée comme étant de très bonne qualité. Les remerciements sont aussi offerts au frère de Tim Follin, bien qu'il n'ait fait que programmer une fonction informatique jouant de la musique. La musique originale a été composée par Harumi Fujita pour la carte son YM2151 de la version arcade. Tim Follin a réarrangé les compositions originales en utilisant au mieux les capacités des cartes son des ordinateurs (à savoir que la musique du quatrième niveau est de la propre composition de Tim Follin). Les musiques sont vraiment différentes selon les ordinateurs utilisés car les cartes ne sont pas les mêmes. La version Amiga inclut des musiques employant des instruments bien choisis, tandis que la version Commodore 64 utilise les capacités du microprocesseur SID. La version Atari ST souffre des limites de la carte son YM2149.
La version NES de la musique, produite et composée par Junko Tamiya (sous le pseudonyme « Gondamin »), est tout autant reconnue grâce à des éléments militaires dans sa composition. Deux musiques de la version arcade ont été réutilisées dans certains niveaux.
Le DJ français Surkin a remixé le thème principal.